# 28 Травня (станція метро)
40°22′47″ пн. ш. 49°50′56″ сх. д. / 40.37972° пн. ш. 49.84889° сх. д.
«28 Травня» (азерб. 28 May) — вузлова станція першої лінії Бакинського метрополітену, від перону якої поїзда метро слідують в чотирьох напрямках: до станцій «Ічері Шехер», «Азадлиг проспекті», в одну сторону й в іншу: «Бакміл» і «Азі Асланов». Також, зі станції «28 Травня» здійснюється пересадка на станцію «Джафар Джаббарли», звідки вирушають поїзди до станції «Шах Ісмаїл Хатаї». Спочатку вона називалася «28 квітня», бо 28 квітня 1920 року в Азербайджані була встановлена Радянська влада. Однак часи змінилися, і з 1992 року в Азербайджані 28 травня почав відзначати День Республіки, в зв'язку з чим назву, що нагадує про радянське минуле, було замінено на «28 Травня». Збіг це чи ні, але досить виявилося перейменувати тільки букви, цифри залишилися колишніми.
Станція відкрита 6 листопада 1967 року в складі першої черги «Ічері Шехер» — «Наріман Наріманов».

## Оздоблення
Станція вписується в загальний архітектурний ансамбль із залізничним вокзалом і площею. Ця станція є як би «воротами міста», майже кожен приїжджий починає з неї знайомство з містом. На фасаді станції оригінальне панно, яке розповідає про розвиток транспорту — «від колеса до ракети». У вхідної арки, по одну сторону — емблема з карбованого металу: три руки, стиснуті в міцному рукостисканні, символ братерства закавказьких республік, а по інший бік — ключ міста. У центральному залі, на торцевій стіні раніше був зображений стилізований герб міста: морська хвиля і три смолоскипи, зараз його замінило мозаїчне панно із зображенням азербайджанського письменника, одного з творців Азербайджанської Демократичної Республіки (1918—1920) — Мамеда Еміна Расулзаде, на тлі азербайджанського триколора . Над зображенням написано: «Одного разу прапор що піднісся вже ніколи не опуститься». Підлога станції викладена червоним гранітом з чорним малюнком, це створює враження національного килима. Пілони і стіни тунелю біля перону оздоблені біло-блакитним уральським мармуром «Уфалєй», що у поєднанні з червоно-чорним гранітом підлоги створює відчуття простору і легкості. 

## Вестибюлі і пересадки
30 грудня 1993 на станції було відкрито другий вихід у місто і перехід на станцію «Джафар Джаббарли». У комплекс другого виходу станції метро «28 Травня» входять побудовані в сучасному архітектурному стилі вестибюль і підземний перехід.
Основна мета проєкту полягає в тому, щоб, відокремивши лінію «Шах Ісмаїл Хатаї» — «Азадлиг проспекті» від лінії «Ічері Шехер» — «Азі Асланов», організувати нормальну експлуатацію обох маршрутів. Довжина нового похилого ходу до станції «28 Травня» становить 167 метрів.

## Технічна характеристика
Конструкція станції — пілонна трисклепінна.